# Forcipomyia knockensis
Forcipomyia knockensis är en tvåvingeart som beskrevs av Maurice Emile Marie Goetghebuer 1938. Forcipomyia knockensis ingår i släktet Forcipomyia och familjen svidknott. Inga underarter finns listade i Catalogue of Life.